# Cargiaca
Cargiaca (in corso Carghjaca) è un comune francese di 57 abitanti situato nel dipartimento della Corsica del Sud nella regione della Corsica. Faceva parte dell'antica microregione (pieve) del Tallano.

## Società

### Evoluzione demografica
Abitanti censiti